# Associazione Calcio Femminile Dilettantistica Graphistudio Pordenone
L'Associazione Calcio Femminile Dilettantistica Graphistudio Pordenone, conosciuta anche come Graphistudio Pordenone o più semplicemente Pordenone, è stata una società dilettantistica di calcio femminile con sede a Pordenone, dalla stagione 2017-2018 affiliata al Pordenone Calcio del quale, pur iscritta come A.C.F.D. Graphistudio Pordenone, rappresentava i colori sociali nel campionato italiano.
Nella stagione 2017-2018 ha militato in Serie B, seconda serie del campionato nazionale. Durante la sua storia sportiva ha disputato tre campionati di Serie A.

## Storia
Il club nasce nel 1985 con denominazione Associazione Sportiva Campagna di Campagna di Maniago. Inizia l'attività sportiva a livello amatoriale in ambito provinciale, iscrivendosi poi alla Federazione Italiana Giuoco Calcio (FIGC) nel 1991, partendo dal campionato di Serie D organizzato dal Comitato Regionale Friuli-Venezia Giulia.
Dopo alcune stagioni dai risultati altalenanti approda in Serie C, al termine della stagione 1997-1998, e successivamente dopo alcune stagioni di ambientamento si trova a contendere la promozione in Serie B al Mazzonetto di Gemona, che sconfigge però il Campagna in entrambi gli scontri diretti (4-5 in casa e 0-3 fuori), ipotecando la Serie B. Il Mazzonetto rinuncia però alla Serie B, preferendo disputare ancora la Serie C, e per questo motivo al suo posto è ammesso il Campagna. È all'inizio della prima stagione in Serie B che avviene l'abbinamento allo sponsor Graphistudio, che chiede anche di entrare nel direttivo della società allo scopo di migliorarne la capacità organizzativa.
La prima esperienza in Serie B non è delle migliori e il Graphistudio Campagna retrocede in Serie C. La stagione successiva la squadra guidata dal mister Greguol domina il campionato friulano, ritornando subito in Serie B: nessuna sconfitta su 20 partite giocate, con 119 reti all'attivo e solo 3 al passivo. La squadra però fatica ancora alla sua seconda esperienza in Serie B e per risollevare le sorti della stagione l'allenatore Greguol si dimette, lasciando il proprio posto a Tessare, ma la squadra retrocede comunque in Serie C.
Nella stagione 2004-2005 il Graphistudio Campagna si riscatta ottenendo ancora una volta il primo posto e la promozione in Serie B. Nella stagione successiva il nuovo mister Vissa decide di lasciare l'incarico dopo poche giornate e Chiara Fonzari, che già allenava la Under 19, prende per mano la prima squadra concludendo il campionato al 6º posto. La stagione 2006-2007 il Graphistudio Campagna conclude il girone d'andata al 3º posto e con uno spettacolare girone di ritorno contende al Vintl di Vandoies la piazza d'onore; allo spareggio del 27 maggio è la squadra di Pordenone ad avere la meglio, ottenendo la promozione in Serie A2.
Nella stagione 2007-2008 il Graphistudio Campagna non riesce a centrare l'obiettivo salvezza per appena un punto e retrocede in Serie B. Dopo un onorevole 3º posto nella stagione 2008-2009 il Campagna si vede ammesso al campionato di Serie A2 della stagione successiva per la rinuncia di due squadre. Riesce a conservare poi la categoria di merito nelle stagioni successive, fondendosi nel frattempo con l'A.S.D. Ceconi Pordenone e cambiando la propria denominazione in A.C.F.D. Graphistudio Pordenone. Dopo una stagione positiva, al termine del campionato 2011-2012 ottiene la prima posizione del Girone B e la promozione in Serie A.
Nella prima stagione in Serie A la squadra ottiene risultati discreti, ottenendo tuttavia la salvezza senza passare dai play-out. Poi la panchina viene affidata a Fabio Toffolo che nella stagione 2013-2014 ottiene ancora la salvezza e, con 40 punti all'attivo, il settimo posto, migliore risultato ottenuto dalla società.
La stagione successiva si rivela ostica per la squadra che, incapace di trovare la competitività degli anni precedenti, viene eliminata ai sedicesimi di finale di Coppa Italia e al termine del campionato si classifica al 13º retrocedendo in Serie B.
Per la stagione 2015-2016 è iscritta al girone B della Serie B; il campionato di cadetteria, meno impegnativo, permette alla squadra di conquistare posizioni di media classifica, concludendo al quinto posto e assicurandosi così la salvezza, mentre in Coppa Italia 2015-2016 viene eliminata già alla fase a gironi.
Le difficoltà finanziarie si fanno sempre più pressanti e il principale sponsor, Graphistudio, sembra non voler continuare a supportare economicamente la squadra; la società inizialmente comunica alla FIGC - LND la propria inattività per la stagione 2016-2017, ma in seguito decidono di ripartire da un livello più basso della piramide del campionato. Causa la cessazione del campionato regionale di Serie C organizzato dalla sezione Friuli-Venezia Giulia della LND, la società decide di iscrivere la squadra al campionato regionale di Serie C Veneto concludendo al terzo posto a 4 punti da Bassano e Keralpen Belluno.
Finalista in Coppa Italia Regionale al termine della stagione 2016-2017, grazie a questa prestazione e a che la vincitrice del torneo, la Florentia, ha già vinto il proprio girone di campionato, la squadra viene ammessa al campionato di Serie B 2017-2018. Prima dell'inizio della stagione viene sottoscritto un accordo tra i presidenti del Pordenone Calcio Mauro Lovisa e del Graphistudio Pordenone Antonello Colle per presentare la squadra femminile con i colori sociali della società maschile.
Sotto la direzione del tecnico Sara Di Filippo la squadra, iscritta al girone C, riesce ad avere delle prestazioni da metà classifica terminando il campionato al 7º posto che, in base al nuovo regolamento, vede retrocedere il Pordenone nella rinnovata Serie C 2018-2019 senza però iscriversene.

## Società
La società ha aderito al regime delle società sportive dilettantistiche registrate presso il CONI.

### Organigramma societario
- Antonello Colle - Presidente
- Massimiliano Pilin - Vicepresidente
- Marco Feruglio - Direttore sportivo
- Luca Schiavon - Team manager
- Michele Lucchese - Dirigente addetto agli arbitri

## Palmarès
- Campionato italiano di Serie A2: 1

2011-2012
- Campionato italiano di Serie B: 1

2006-2007 (terzo livello, come Graphistudio Campagna)

## Organico

### Rosa 2017-2018
Rosa e numeri di maglia tratti dai siti del Pordenone calcio e Football.it.
| N. |                   | Ruolo | Calciatrice           |
| -- | ----------------- | ----- | --------------------- |
| 1  | Italia (bandiera) | P     | Sara Ferin            |
| 2  | Italia (bandiera) | C     | Eleonora Perissinotto |
| 3  | Italia (bandiera) | D     | Martina Piazza        |
| 4  | Italia (bandiera) | D     | Laura Perin           |
| 5  | Italia (bandiera) | D     | Giada Tomasi          |
| 6  | Italia (bandiera) | C     | Donatella Novellino   |
| 7  | Italia (bandiera) | A     | Antonella Paoletti    |
| 8  | Italia (bandiera) | D     | Alissa Padovan        |
| 9  | Italia (bandiera) | A     | Michela Zanetti       |
| 10 | Italia (bandiera) | C     | Stojli Pugnetti       |
| 11 | Italia (bandiera) | D     | Silvia Cimarosti      |
| 12 | Italia (bandiera) | P     | Chiara Da Ronch       |
| 13 | Italia (bandiera) | D     | Jessica Desinano      |

| N. |                   | Ruolo | Calciatrice             |
| -- | ----------------- | ----- | ----------------------- |
| 14 | Italia (bandiera) | A     | Jessica Dell'Arche      |
| 18 | Italia (bandiera) | C     | Elena Faggiani          |
| 19 | Italia (bandiera) | D     | Giuditta Schiavo        |
| 20 | Italia (bandiera) | A     | Caterina Ferin          |
| 23 | Italia (bandiera) | C     | Carlotta Gava           |
| -- | Italia (bandiera) | P     | Silvia Pusiol           |
| -- | Italia (bandiera) | C     | Sara Bettin             |
| -- | Italia (bandiera) | C     | Marika Chiarot          |
| -- | Italia (bandiera) | C     | Alessandra Dri          |
| -- | Italia (bandiera) | C     | Nicole Hurtado Benavide |
| -- | Italia (bandiera) | A     | Sofia Bigaran           |
| -- | Italia (bandiera) | A     | Elisa Donolo            |
| -- | Italia (bandiera) | A     | Chiara Roveretto        |

### Staff tecnico 2017-2018
- Sara Di Filippo - Allenatore
- Silvia Marcolin - Allenatore in seconda
- Fabio Todon - Preparatore portieri